# Mexicable
El Mexicable es un sistema de transporte por teleférico que da servicio en zonas altas del Estado de México. Su planeación, control y administración están a cargo del Sistema de Transporte Masivo y Teleférico.
Actualmente cuenta con 2 líneas en operación, con una tercera en construcción.

## Historia
El 13 de enero de 2014 el gobierno del estado de México entregó el título de concesión a la empresa Mexiteleférico, conformado por los consorcios IUSA y Alfa, para la construcción de un teleférico en el municipio de Ecatepec de Morelos en el Estado de México. Originalmente el costo fue calculado en 1,228 millones de pesos; sin embargo, el costo final de la obra alcanzó los 1,700 millones de pesos, de los cuales 60% fueron inversión privada y el otro 40% recursos federales y estatales. Las obras se concluyeron a mediados de 2016 y, tras una serie de pruebas, fue inaugurado en octubre de 2016. Fue el primer teleférico en México cuya finalidad es de transporte público y no turístico.

## Líneas
La Línea 1, también llamada Línea Roja, se encuentra en la parte alta de la sierra de Guadalupe y cuenta con 7 estaciones: Santa Clara, Hank González, Fátima, Tablas del Pozo, Los Bordos, Deportivo y La Cañada. Mide 4.9 kilómetros.
A la velocidad máxima, el recorrido de traslado de terminal a terminal es de 17 minutos, y a una velocidad media el tiempo aumenta a 22 minutos.
En sus primeros ocho meses, este sistema registró cerca de 5 millones de viajes. Esto supone 21,000 viajes al día, cifra inferior a la estimación original, que calculaba entre 26,000 y 29,000 pasajeros diarios.
La Línea 2, nombrada Línea Verde alternativamente, va desde Indios Verdes hasta Hank González, transbordando con la Línea 1 en la estación antes mencionada, así como una conexión con transporte de Ciudad de México como las Líneas 1 y 7 del Metrobús, la Línea 3 del Metro y la Línea 1 del Cablebús. Con una longitud de 8.4 km y siete estaciones, las cuales son: Indios Verdes, Tanque de Agua, Periférico, San Isidro, Dr. Jorge Jiménez Cantú, La Mesa y Hank González II, teniendo previsto dar atención a 29 mil usuarios diarios con un recorrido de 29 minutos. 
Fue inaugurada el 30 de marzo del 2023.

## Características
Cuenta con 185 cabinas modelo GD8, cada una capaz de transportar 10 personas paradas u ocho sentadas. Éstas están equipadas de celdas solares para la iluminación dentro de la cabina. Tiene una longitud de 4.9 km y 7 estaciones (5 de paso y dos terminales). Además, cuenta con 36 postes de hasta 35 metros de altura, con una separación de entre 30 y 286 metros entre torre y torre. A lo largo de recorrido hay 52 murales y grafitis, los cuales son parte del proyecto para mejorar el entorno urbano.
Las estaciones cuentan con elevadores y lugares para bicicletas, y se permite acceso con bicicletas, patinetas, patines del diablo, carriolas y mascotas. En todas las estaciones hay máquinas para la expedición y recarga de tarjetas, y las estaciones 1, 4 y 7 (Santa Clara, Tablas del Pozo y La Cañada respectivamente) también tienen una taquilla. En la estación 1 (Santa Clara) hay una tienda de recuerdos.
Cuenta con dos motores eléctricos, cada uno de 16 cilindros y mil caballos de fuerza aproximadamente. Estos, al igual que los transformadores y generadores de emergencia, se encuentran en la estación 4 (Tablas del Pozo), razón por la cual es necesario transbordar para completar el trayecto. Con este sistema el gobierno calcula una reducción de 17 mil toneladas de dióxido de carbono al año.

## Tarifas y sistemas de pago
La tarifa plana vigente a partir del 1 de julio de 2024, es de MXN $9.00, a partir de esa fecha entró en funcionamiento la tarjeta MOVIMEX, con la nueva identidad gráfica de la movilidad integrada del Estado de México, asimismo, se elimina el cobro de pasaje para adultos mayores, niños menores de 5 años y personas con discapacidad, también se elimina el cobro del transbordo entre las líneas de Mexibús y Mexicable, quedando una tarifa única de $9.00 para el uso de todas las líneas. 
Durante el transbordo, el usuario sólo debé presentar su tarjeta para ingresar a la siguiente línea de viaje y es válido durante las siguientes dos horas en una sola dirección de viaje, es decir, no podrá reingresar a la misma Línea de transporte. Los transbordos son por tarjeta y de manera personal y se podrá aplicar en todas las Líneas del Mexibús y Mexicable, excepto en la Línea donde el usuario inició su viaje.
Además, se puede ingresar al servicio con la tarjeta de movilidad integrada de la Ciudad de México (propia de los sistemas de transporte de la Ciudad de México) con la misma tarifa plana de $9.00.

## Controversia
El proyecto ha sido criticado en varias ocasiones. Para su inauguración, se colocó césped sintético en una cancha de fútbol cercana; sin embargo, dos días después el pasto fue retirado. Esto fue rechazado por el Gobierno del estado, el cual aseguró que se volvería a colocar el pasto.
También se le ha criticado por significar una inversión en un tema no prioritario para los habitantes, quienes enfrentan carencias más importantes como acceso a luz, agua y educación. Además, la falta de conectividad con otros sistemas de transporte masivo, como el Metro o autobuses de tránsito rápido, limita los beneficios del Mexicable. Esto cambió en el año del 2021, al entrar en operaciones la línea 4 del Mexibus, teniendo una estación de correspondencia en Santa Clara. Esta línea, actualmente corre de La Raza a Universidad Mexiquense del Bicentenario y en un futuro contará con una ampliación más, llevándola hasta el aeropuerto Santa Lucia "Gral. Felipe Ángeles".
Asimismo, diversos medios han criticado la imprecisión y opacidad sobre información relevante en cuanto a su licitación, financiamiento y construcción.

## Ampliaciones
Desde 2013, el entonces gobernador del Estado de México, Eruviel Ávila Villegas, anunció una línea de teleférico en Naucalpan, sin embargo ésta nunca se construyó durante su administración. En 2018, el entonces nuevo gobernador de la entidad, Alfredo del Mazo, dijo que en 2019 se iniciarían las obras de la segunda línea del Mexicable partiendo de Cuatro Caminos hacia el interior del municipio de Naucalpan. La línea mediría 8.4 km y tendría seis estaciones. Asimismo se habló de otra línea  de Tlalnepantla a Ecatepec, sin profundizar en mayores detalles.Sin embargo, ninguna se construyó.
En 2024, la gobernadora del estado, Delfina Gómez, anunció nuevamente la construcción de un Mexicable partiendo de Cuatro Caminos a Naucalpan con una extensión de 9.6km y 10 estaciones.